# 金正淑 (朝鮮)

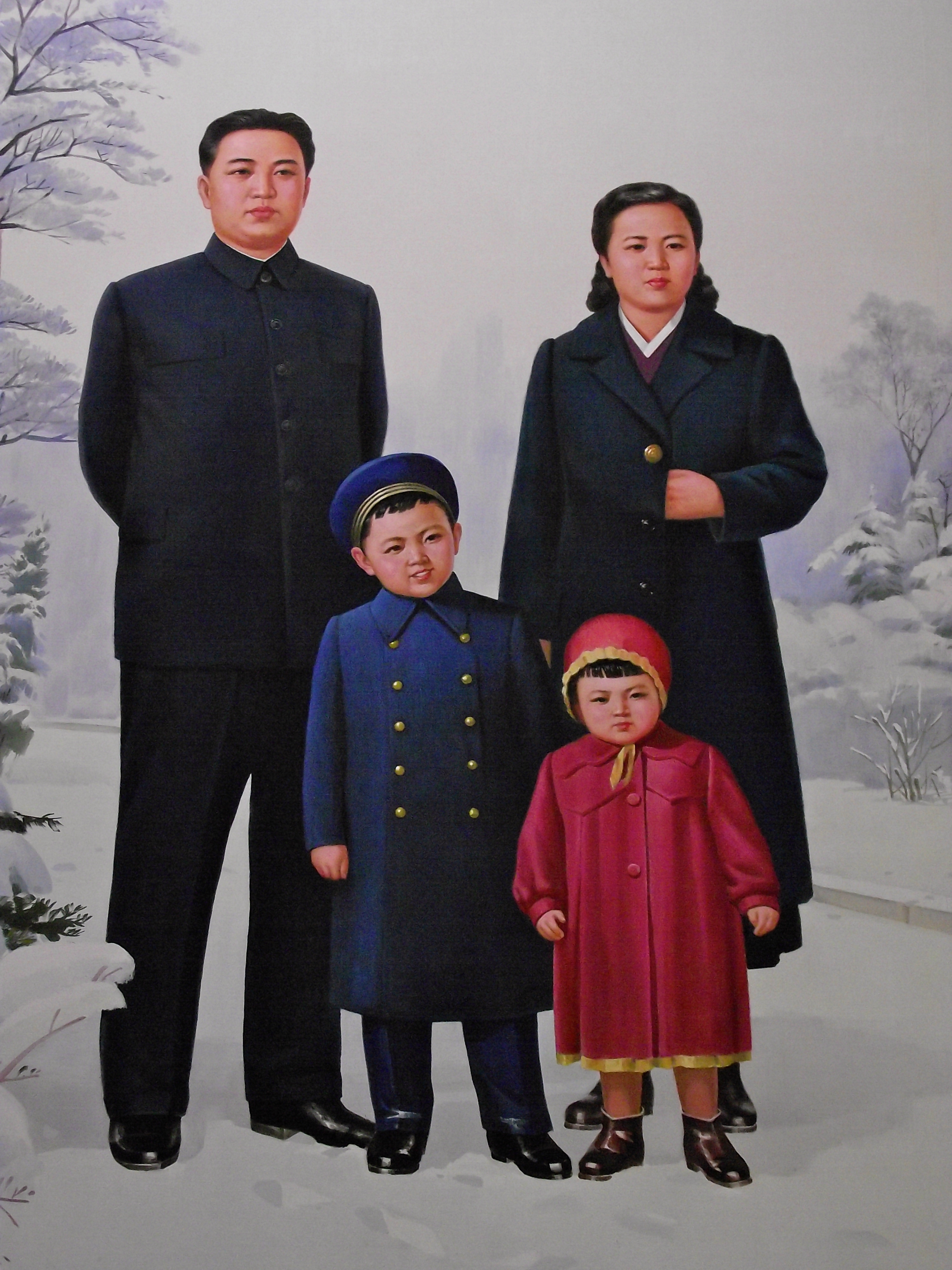
金正淑與夫金日成、子金正日、女金庆喜的畫像

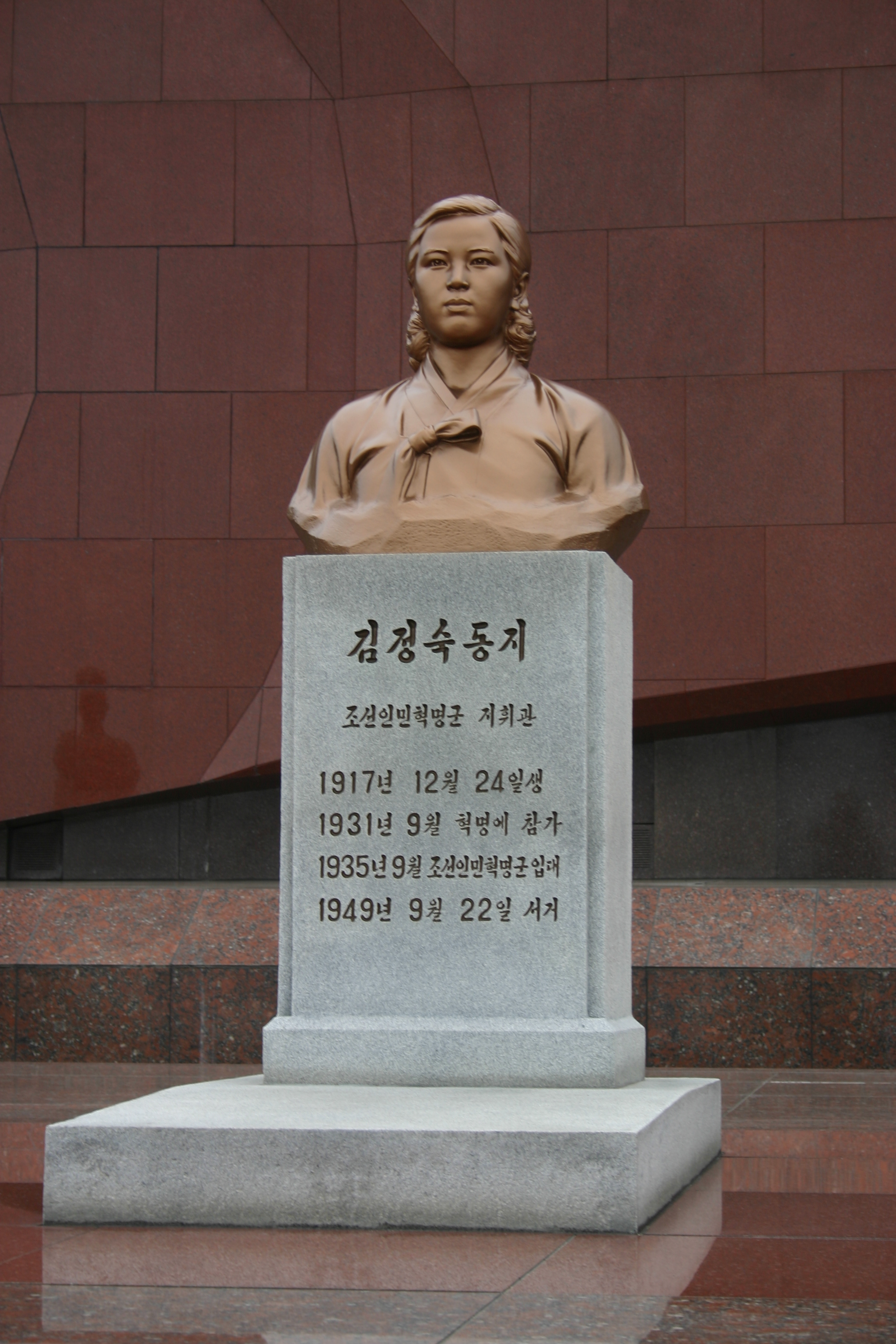
金正淑墓碑，平壤大城山革命烈士陵

金正淑（1917年12月24日—1949年9月22日），本名金貞淑，朝鲜獨立運動家和政治人物，共產主義革命家。咸镜北道会宁市人，亦是朝鲜民主主义人民共和国创建人金日成的第2任妻子（第1任是韩圣姬）。她是前朝鲜劳动党总书记、朝鲜国防委员会委员长、朝鲜人民军最高统帅金正日的生母，现任朝鲜最高领导人金正恩的祖母。

## 生平
- 1917年12月24日：在日治朝鲜咸镜北道会宁郡会宁面鳌山洞（现为咸镜北道会宁市东明洞）在一家貧苦農民的小草房裡誕生。
- 1922年春與家人橫渡图们江，在中国和前蘇聯之間流落。
- 1931年9月12日：加入少年先锋队。
- 1932年7月25日：加入。
- 同年11月，当选为八区共青同盟委员会委员。
- 1934年秋：金正淑被调到延吉县共青同盟委员会工作。
- 1935年3月：在三道湾游击区能芝营见到金日成。
- 1935年9月18日：金正淑参加。
- 1937年1月：金正淑加入中国共产党。
- 1940年暮秋：金正淑与金日成结婚。
- 1941年2月16日：金正淑在苏联伯力郊区的维亚茨科耶苏军远东第88步兵旅（亦称抗联教导旅）宿营地生下金正日。
- 1945年8月：日本投降。
- 1945年11月返回朝鲜。
- 1948年：朝鲜半岛分裂。
- 1949年9月22日：金正淑因宮外孕难产去世，終年31歲。

## 评价
朝鲜官方宣传称其为朝鲜革命，为国家和民族建立了不可磨灭的革命业绩，作为金日成的亲卫战士、抗日女英雄、卓越的政治活动家、伟大的革命母亲永远活在朝鲜人民的心中，在朝鲜现代史上被誉为三大伟人、白头山三大将军、三大英雄之一。她被朝鲜民主主义人民共和国封为“国母”。金正淑逝世後，朝鲜民主主义人民共和国政府於1972年9月21日追赠她“共和国英雄”頭銜。1981年，新坡郡改名为金正淑郡。